# Mirko Cvetković
Mirko Cvetković (serbio cirílico: Мирко Цветковић), nacido en Zaječar, Yugoslavia (actualmente Serbia), el 16 de agosto de 1950), fue el primer ministro de Serbia.

## Biografía
Se graduó en la Facultad de Ciencias Económicas de la Universidad de Belgrado, donde también obtuvo su maestría y doctorado.
Trabajó en el Instituto de Minería durante diez años y luego en el Instituto de Economía otros seis años, además de siete años en la firma de asesoramiento e investigación CES Mecon, donde trabajó como consultor y en 2005 como asesor especial al director general en Intercom Consulting.
En la década de 1980 fue consultor exterior para el Banco Mundial en una serie de proyectos en Pakistán, India y Turquía, y en el Programa de las Naciones Unidas para el Desarrollo en Somalia.

## Carrera política

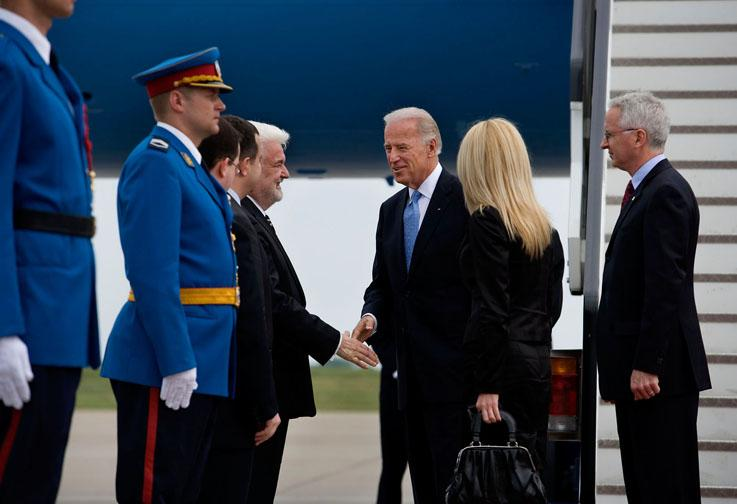
Mirko Cvetković saluda al Vicepresidente norteamericano Joe Biden, durante la visita de éste a Belgrado en mayo de 2009.

Desde enero de 2001 Cvetkovic trabajó como Viceministro de Economía y Privatización en el Gobierno de Zoran Djindjic. De 2003 a 2004 fue director de la Agencia de Privatización.
Fue Ministro de Finanzas  del Gobierno de Serbia desde mayo de 2007, hasta que, el 27 de junio de 2008, el presidente Boris Tadić le nombró primer ministro tras las elecciones parlamentarias que se celebraron en mayo.
Tomó oficialmente posesión de su cargo el 7 de julio después de hacer su juramento en la Asamblea Nacional de Serbia. En su discurso de apertura Cvetković dijo que uno de los primeros pasos del nuevo Gobierno será la de presentar el Acuerdo de Estabilización y Asociación con la Unión Europea al Parlamento para su ratificación y que no aceptaría la declaración unilateral de independencia de Kosovo. También dijo que el Gobierno reforzaría la economía y la responsabilidad social y lucharía sin cuartel contra la delincuencia y la corrupción, y a favor de la justicia internacional. Una de las primeras iniciativas legislativas fue la ratificación del acuerdo energético con la Federación Rusa.
En mayo de 2009, recibió en Belgrado al Vicepresidente de Estados Unidos Joe Biden, en la primera visita oficial de un mandatario norteamericano tras las guerras yugoslavas. Biden afirmó su "respaldo a Serbia en su camino hacia la Unión Europea".
Dentro de la política serbia de integración europea y cooperación con los países vecinos, Cvetković declaró públicamente en octubre de 2009 que Serbia "reconocía la integridad territorial de Bosnia y Hercegovina y que aceptaría todo acuerdo a que llegasen los tres pueblos [bosnios, serbios y croatas]" que la habitan.

## Vida personal
Ha publicado una serie de documentos y artículos sobre la privatización en Serbia y en el extranjero. 
Está casado con Zorica Cvetković y tiene dos hijos. Habla inglés con fluidez.